# Fantome-1
«Fantome-1» (стилизованно FANTOME-1) — дебютный студийный альбом российского хип-хоп-исполнителя Rickey F. Он был выпущен 26 декабря 2017 года на лейбле Rhymes Music. Альбом содержит гостевые куплеты и музыкальную составляющую от XWinner и hvy. Работа получила положительные отзывы как от фанатов, так и от различных изданий. Альбом имеет футуристический характер, действие событий которого происходит в 23-м веке.

## Релиз и продвижение
25 октября 2017 года Rickey F представил публике пресс-релиз полноценного альбома, состоящий из трёх песен. В него вошли такие синглы, как Новая Москва, Предпоследний день и Prologue. 23 декабря 2017 года в свет выходит клип на сингл Новая Москва. Для создания видеоклипа Геннадий приглашал всех желающих, кто достиг совершеннолетнего возраста, принять участие в его съёмках. Музыкальное видео снято в футуристическом стиле. 26 декабря 2017 года вышел дебютный студийный альбом «Fantome-1» при поддержке дистрибьюторской компании «Rhymes Music». 7 января 2018 года альбом становится доступным на всех цифровых платформах. 23 января 2018 года выходит сингл «Эпилог», который является продолжением данного альбома.

## Приём и отзывы
Альбом получил в основном положительные отзывы как от фанатов, так и от различных музыкальных изданий. Редакция сайта The Flow похвалила альбом написав:
Если вы знаете Rickey F только по его баттловым выступлениям и слухам о гострайтинге, готовьтесь удивляться — никаких панчлайнов про рак, только футуристичный звук и пейзажи Москвы будущего. Правда, агрессия Rickey F никуда не деласьThe Flow
Сам же исполнитель остался доволен реакцией публики и в своём официальном сообществе «ВКонтакте» поблагодарил за поддержку своих слушателей:
Проснулся и как-то, если честно, поверить даже не могу, что это произошло наконец-то. Ни капли не жалею, что так долго откладывал выпуск первого сольника. С отдачи тоже в диком изумлении (я тут хотел написать «в диком восторге», но нельзя же материться два предложения подряд), у меня самая крутая аудитория и это факт доказанный и неоспоримыйRickey F

## Список композиций
| №                   | Название                          | Автор(ы)                                                         | Продюсеры           | Длительность |
| ------------------- | --------------------------------- | ---------------------------------------------------------------- | ------------------- | ------------ |
| 1.                  | «Новая Москва (при участии hvy)»  | Геннадий Фарафонов Александр Кирюхин Игорь Власов Игорь Вискарёв | XWinner Old Screw   | 2:48         |
| 2.                  | «Какой есть»                      | Геннадий Фарафонов Игорь Власов Александр Кирюхин                | XWinner hvy         | 3:31         |
| 3.                  | «Prologue»                        | Геннадий Фарафонов Игорь Власов                                  | XWinner             | 2:58         |
| 4.                  | «Автопилот (при участии XWinner)» | Геннадий Фарафонов Игорь Власов                                  | XWinner             | 3:27         |
| 5.                  | «Один»                            | Геннадий Фарафонов Игорь Власов                                  | XWinner             | 3:18         |
| 6.                  | «Денди»                           | Геннадий Фарафонов Игорь Власов                                  | XWinner             | 2:20         |
| 7.                  | «Hypernova»                       | Геннадий Фарафонов Игорь Власов Александр Кирюхин                | XWinner hvy         | 2:39         |
| 8.                  | «Backpack»                        | Геннадий Фарафонов Игорь Власов                                  | XWinner             | 2:10         |
| 9.                  | «Предпоследний день»              | Геннадий Фарафонов Игорь Власов                                  | XWinner             | 3:04         |
| 10.                 | «Второе солнце»                   | Геннадий Фарафонов Игорь Власов Александр Кирюхин                | XWinner hvy         | 3:28         |
| 11.                 | «Вакуум (при участии hvy)»        | Геннадий Фарафонов Игорь Власов Александр Кирюхин                | XWinner hvy         | 3:20         |
| Общая длительность: | Общая длительность:               | Общая длительность:                                              | Общая длительность: | 33:03        |

## Чарты
| Чарты (2018)         | Высшая позиция |
| -------------------- | -------------- |
| Россия (Google Play) | 9              |

## Участники записи
Текст / исполнение
- Rickey F — треки 1—11
- XWinner — трек 4
- hvy — треки 1,11

Музыка
- XWinner — треки 1—11
- Old Screw — трек 1
- hvy — треки 2, 7, 10—11

Мастеринг / сведение
- XX (hvy)

Дизайн обложки
- Brickspacer